# تاريخ حضري
التاريخ الحضري حقل من حقول التاريخ يدرس الطبيعة التاريخية للمدن والبلدات وعملية التحضّر. غالبًا ما يكون النهج متعدد التخصصات، يعبر الحدود إلى حقول مثل التاريخ الاجتماعي، وتاريخ العمارة، وعلم الاجتماع الحضري، والجغرافيا الحضرية، وتاريخ الأعمال التجارية، وعلم الآثار. كان التحضر والتحول الصناعي مبحثان شائعان لدى مؤرخي القرن العشرين، وغالبًا ما ارتبطا بنموذج ضمنيّ لنظرية التحديث، أو تحول المجتمعات الريفية التقليدية.
يركز تاريخ التحضر على العمليات التي يُمركز السكان الموجودون أنفسهم من خلالها في المناطق الحضرية بمرور الوقت، وعلى السياقات الاجتماعية والسياسية والثقافية والاقتصادية للمدن. يركز معظم الباحثون الحضريون على «الحاضرة»، وهي مدينة كبيرة أو ذات أهمية خاصة. ثمة اهتمام أقل بكثير بالمدن أو البلدات الصغيرة أو (حتى وقت قريب) الضواحي. ومع ذلك، يجد المؤرخون الاجتماعيون التعامل مع المدن الصغيرة أسهل بكثير، ذلك أن بوسعهم الاستفادة من المعطيات السكانية ليُغطوا تعداد السكان كله أو يأخذوا عينة منه. بين عشرينيات القرن الماضي وتسعينياته في الولايات المتحدة، بدأ العديد من أكثر الدراسات الأحادية تأثيرًا باعتبارها واحدة من 140 أطروحة دكتوراه قُدمت في جامعة هارفارد تحت إشراف إما آرثر شليسينغر الأب (1888 – 1965) أو أوسكار هاندلين (1915 -2011). تطور الحقل تطورًا سريعًا بعد عام 1970، ما قاد أحد الباحثين الشهيرين، ستيفان تيرنستورم، إلى الملاحظة قائلًا إن التاريخ الحضري على ما يبدو يتناول المدن، أو أهل المدن، أو الأحداث التي حدثت في المدن، أو المواقف تجاه المدن، ما يجعل المرء يتساءل عما هو ليس تاريخًا حضريًا.

## دراسات مقارنة
لم تحاول إلا حفنة دراسات كتابة تاريخ عالمي للمدن، وأبرزها المدينة في التاريخ (1961) للويس ممفورد. تشمل الدراسات المقارنة التمثيلية المدينة الأوروبية (1993) لليوناردو بينيفولو، والمدينة الحديثة المبكرة 1450 -1750 (1995) لكريستوفر آر. فريدريكس، وإيدو وباريس (1994) (كان إيدو الاسم القديم لطوكيو) من تحرير جيمس إل. ماكلين، وجون إم. ميريمان، وأوغاوا كاورو.
تاريخ العمارة حقل مستقل بذاته، لكنه يتداخل بين الحين والآخر مع التاريخ الحضري.
الدور السياسي للمدن في المساعدة في تشكيل الدول – وفي البقاء مستقلة – هو مبحث المدن ونشأة الدول في أوروبا، 1000 إلى 1800م (1994) من تحرير تشارلز تيلي ودبليو. بّي. بلوكمانز. تتمثل الدراسات المقارنة للنخبة – التي كانت في السلطة – في من حكم المدن؟ نخبة المدن وبُنى السلطة الحضرية في أوروبا وشمال أمريكا، 1750 -1940 (2008) من تحرير لويزا باسيريني، ودون ليون، وإنريكا كابوسوتي، ولوانا لاليوتو. غالبًا ما كان لدى النشطاء والاشتراكيين العماليين شبكات وطنية أو دولية توزع الأفكار والتكتيكات.

## بريطانيا العظمى
في ستينيات القرن الماضي، بدأ تأريخ البلدات والمدن الفيكتورية بالازدهار في بريطانيا. تركز الكثير من الاهتمام أولًا على المدينة الفيكتورية، بمواضيع تتراوح بين الديمغرافيا والصحة العامة والطبقة العاملة والثقافة المحلية. في العقود الأخيرة، أفسحت المواضيع المتعلقة بالطبقة الاجتماعية والرأسمالية والبنية الاجتماعية الطريق أمام دراسات التاريخ الثقافي للحياة الحضرية، بالإضافة إلى دراسة مجموعات مثل النساء والمومسات والنازحين من مناطق ريفية والمهاجرين من القارة ومن الإمبراطورية البريطانية. صارت البيئة الحضرية بحد ذاتها موضوعًا رئيسًا مع صيرورة دراسات النسيج المادي للمدينة وبنية المساحة الحضرية أكثر بروزًا.
كان المؤرخون يركزون على لندن بصورة تكاد تكون دائمة، لكنهم درسوا أيضًا بلدات ومدنًا صغيرة من الفترة القروسطية، بالإضافة إلى التحضر الذي صاحب الثورة الصناعية. في النصف الثاني من القرن التاسع عشر، تضاعف حجم المراكز البلدية مثل برمنغهام وغلاسكو وليدز وليفربول ومانشستر، وصارت عواصم إقليمية. كانت كلها بقاعًا حضرية احتوت مدنًا وضواحيَ أصغر في مناطق استجماعها. صارت المواد البحثية المتاحة شمولية إلى حد بعيد اليوم.

## السيرة الحضرية
السيرة الحضرية هي التاريخ المرويّ لمدينة ما، وغالبًا ما تصل إلى جمهورٍ عام. تغطي السير الحضرية العلاقات الداخلية بين أبعاد مختلفة، مثل السياسة والديمغرافيا والأعمال التجارية والثقافة العالية والثقافة الشعبية والإسكان والأحياء والمجموعات الإثنية. تغطي الحكومةَ البلديةَ بالإضافة إلى التوسع المادي والنمو والانحدار. غالبًا ما يركز المؤرخون على المدينة الأكبر والأكثر هيمنة – عادة ما تكون العاصمة الوطنية – والتي يدعوها الجغرافيون «مدينة رئيسة».
بعض من السير الحضرية التمثيلية هي:
- إدوين جي. بوروس ومايك والاس. غوثام: تاريخ مدينة نيويورك حتى 1898 (2000).
- إس. جي. تشيكلاند، شجرة الأوباس: غلاسكو، 1875 – 1975 (1981).
- جيوفري كوتريل، أمستردام، حياة مدينة (1972).
- جانيت أبو لغد، القاهرة، 1001 عام من انتصار المدينة (1971).
- دايان إي. ديفيس، ليفياثان حضري: مدينة مكسيكو في القرن العشرين (1994).
- كونستانس ماكلولين غرين، واشنطن، قرية وعاصمة، 1800 – 1878 (1962).
- كريستوفر هيبرت، لندن، سيرة مدينة (1969).
- روبرت هيوز، برشلونة (1992).
- كولين جونز. باريس: سيرة مدينة (2004).
- بليك ماكيلفي. روتشستر (4 مجلدات، 1961)، روتشستر إن واي.
- سيمون صباغ مونتيفيوري، أورشليم: السيرة (2012).
- بيسي لويس بيرس، تاريخٌ لشيكاغو (3 مجلدات 1957)، حتى 1893.
- روي بورتر، لندن: تاريخ اجتماعي (1998).
- أليسكاندرا ريتشي، حاضرة فاوست: تاريخ برلين (1998).
- جيمس سكوبي، بوينس آيرس: من فناء إلى ضاحية (1974).
- رونالد تايلر، برلين وحضارتها: بورتريت تاريخي (1997)، تتناول الأدب والموسيقا والمسرح والرسم والفنون الزخرفية.

طوّر المؤرخون تيبولوجيا للمدن، مبرزين موقعها الجغرافي وتخصصها الاقتصادي. في الولايات المتحدة، كان كارل بريدنبو رائدًا في التأريخ. ركّز على المدن الساحلية الرئيسة على الساحل الشرقي، وكانت أكبرها بوسطن وفيلادلفيا وعدد سكان كل منها أقل من 40.000 شخص في وقت الثورة الأمريكية. تناول مؤرخون غيرهم المدن الساحلية على طول الساحل الشرقي، وساحل الخليج، والساحل الغربي، إلى جانب الموانئ النهرية على أنهار أوهايو والمسيسيبي وميزوري. بدأ التحول الصناعي في نيو إنغلاند، وتمتلك عدة مدن صغيرة تواريخ بحثية. جرى تناول مدن السكك الحديدية في الغرب، والممتدة من شيكاغو إلى مدينة كانساس إلى ويتشيتا إلى دينفر بصورة جيدة. يقدم بليك ماكيلفي نظرة عامة موسوعية على وظائف المدن الرئيسة في تحضُر أمريكا، 1860 – 1915 (1963)، وبزوغ أمريكا الحضرية، 1915 -1966 (1968).

## تاريخ مدن كبرى
- قائمة أقدم المدن المأهولة في العالم
- تاريخ بكين
- تاريخ برلين
- تاريخ شيكاغو
- تاريخ لندن
- تاريخ مدينة مكسيكو
- تاريخ نابولي
- تاريخ مدينة نيويورك
- تاريخ باريس
- تاريخ روما
- تاريخ فيينا